# Pediasia gertlerae
Pediasia gertlerae là một loài bướm đêm trong họ Crambidae.